# Maria Broniewska
Maria Broniewska-Pijanowska née le 8 octobre 1931 à Varsovie, est une actrice de cinéma et de théâtre polonaise.

## Filmographie
au cinéma
- 2016 – Semper fidelis - femme du miroir
- 2016 – 7 rzeczy, których nie wiecie o facetach - vieille dame
- 2003 – Show - Belle mère de Karina
- 1976 – Zielone, minione...
- 1967 – Czarna suknia
- 1967 – Paryż - Warszawa bez wizy
- 1956 – Warszawska syrena - une jeune fille
- 1948 – La vérité n'a pas de frontière  - Jadzia Białkówna
- 1939 – Przez łzy do szczęścia - Wisia

à la télévision
- 2016 – Ojciec Mateusz (série TV) - vieille dame
- 2016 – Rozmowy z babcią - la grand-mère
- 2016 – Barwy szczęścia (série TV)
- 2011-2014 – Komisarz Alex (série TV) - Jadwiga / une grand-mère
- 2011 – Wiadomości z drugiej ręki (série TV) - la grand-mère de Marcin et Piotr
- 2010 – Klub szalonych dziewic (série TV) - une vieille dame
- 2007 – Kopciuszek (série TV) - une cliente
- 2006-2011 – Plebania (série TV) - Madame Stenia
- 2005 – Klan (série TV) - l'aveugle
- 1972 – Chłopi

doublage vocal
- La Belle au bois dormant (film, 1959) - Aurore